# Студенец (Кузоватовский район)
Студенец — село в Безводовском сельском поселении Кузоватовского района Ульяновской области.

## География
Расположено в 105 км к югу от Ульяновска, в Восточной части села находится Железнодорожный остановочный пункт «872 километр» и выход на асфальтированную региональную дорогу, соединяющую село Студенец с городом Сызрань Самарской области на юго-востоке и с посёлком городского типа Кузоватово на северо-западе.

## История
Село Студенец образовалось примерно в 1730 году. Первое название — село Троицкое. Первые жители были переселенцами из Владимирской губернии. Люди стремились селиться ближе к воде, поэтому первые поселения на территории современного села появились в Хохловом овраге у родника, который находился в берёзовом лесу. Этот родник назвали Студёным, а село — Студенец. В настоящее время в Студенце более 10 действующих родников.
В 1780 году, при создании Симбирского наместничества, село Студенец входило в состав Сызранского уезда.
В 1856 году в селе Студенец на средства прихожан был построен храм и благоустроенный источник. В храме было 2 престола: главный — в честь Живоначальной Троицы, а другой — в честь бессребенников и чудотворцев Космы и Дамиана. В 1962—1963 годах храм разрушали, он долго не поддавался разрушению. Храм был деревянный, не было ни одного гвоздя, поэтому пришлось его распиливать на маленькие чурочки. Во время разрушения наблюдались случаи: когда пытались снять колокол, человек упал и сразу сломал руку, а другой человек, который принимал участие в разрушении храма, после смерти в гробу лежал чёрный, как уголь. А источник находится в аварийном состоянии.

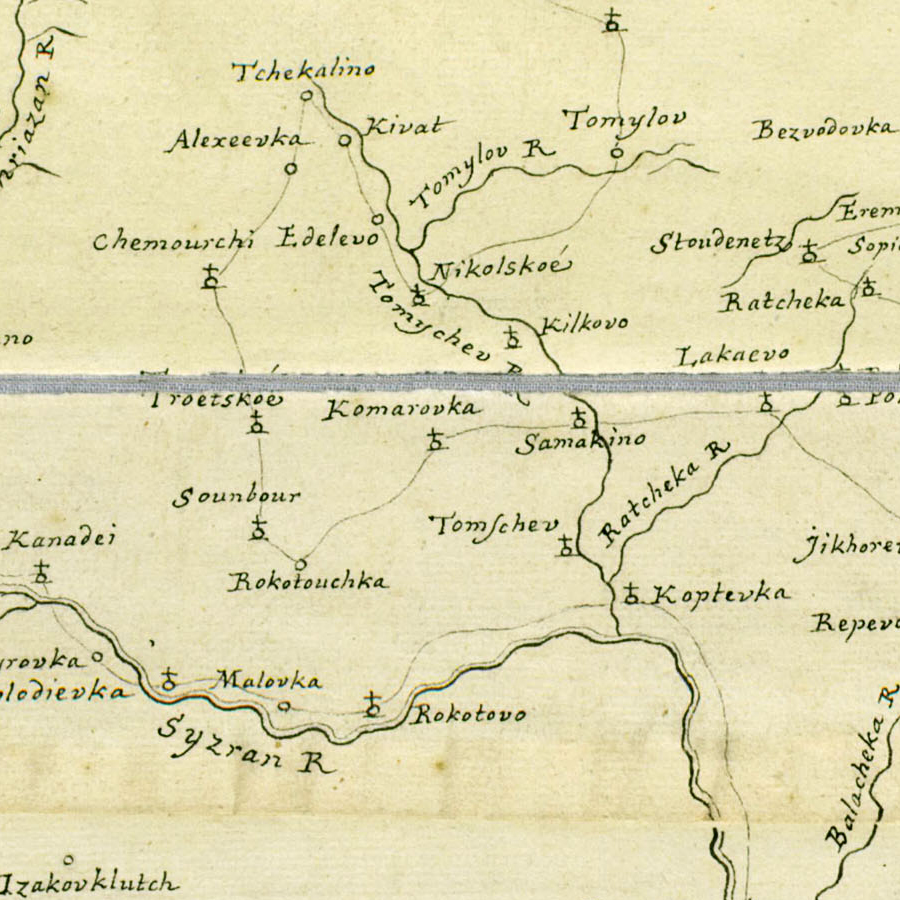
Студенец (Stoudenetz) на 40-верстной карте "Симбирск, Самара и Петровск" 1729 г.

В 1859 году село входило в состав 2-го стана Сызранского уезда Симбирской губернии.                                                                                                                        
В 1863 году в селе была открыта школа. И. Н. Ульянов, инспектировавший школу в 1872 г. отметил, что школа находится в слишком маленьком помещении и в 1876 г. было построено новое помещение.

## Население
| 2010 |
| ---- |
| 832  |

## Известные люди
- Александр Васильевич Букин (1956-2018) — Заместитель Председателя Правительства Ульяновской области – Министр строительства, жилищно-коммунального комплекса и транспорта. Заместитель руководителя администрации Губернатора Ульяновской области. Сити-менеджер города Ульяновска. Вырос в селе Студенец Кузоватовского района, там же окончил среднюю школу.[7][8]

## Достопримечательности
- Храм Пресвятой Троицы

в 2013 году начато строительство храма. Ведутся внутренние отделочные работы, но несмотря на это храм уже действует.
- Памятник воинам-односельчанам, погибшим в Великой Отечественной войне (1977 г.) (Обелиск 258 воинам-землякам)

Главной достопримечательностью села является памятник — Обелиск 258 воинам-землякам, погибшим в Великой Отечественной войне. Открыт памятник 9 мая 1977 года. Памятник находится в центре села. Перед постаментом установлена чаша Вечного огня, выполненная в виде звезды. Огонь в ней зажигают в праздничный день 9 мая. Справа и слева от постамента расположено по 5 мраморных плит, на которых в алфавитном порядке начертаны имена 258 воинов- земляков, погибших в Великой Отечественной войне. Памятник является любимым местом отдыха сельчан, здесь проводятся праздники села. Ежегодно 9-го Мая у памятника проводится митинг, посвященный Дню Победы.
- Мемориальная доска

21 Ноября 2013 г. на здании Студенецкой общеобразовательной школы была открыта мемориальная доска, посвященная уроженцам села Студенец — Репникову Дмитрию Алексеевичу и Савельеву Андрею Сергеевичу, трагически погибшим при исполнении воинского долга.
- Родники

- Родник «Центральный», святой источник «Попов ключ»[10].
- Родник «Прощеный», святой источник Владимирской иконы Божией Матери[11].
- Родник «Кузнецовский»[12].
- Родник[13].
- Родник «Клинский»[14].